# Edifici al carrer Barcelona, 7 (Caldes de Montbui)
L'Edifici al carrer Barcelona, 7 és una obra de Caldes de Montbui (Vallès Oriental) protegida com a bé cultural d'interès local.

## Descripció
És un edifici entre mitgeres, fent cantonada, de planta baixa i dos pisos. Està molt fraccionada, degut a nombroses reformes al llarg de la història, formant part de diferents habitatges. La coberta es plana i transitable, amb una barana metàl·lica. La façana principal té una obertura per planta perfectament alineades. A la planta baixa s'obre la porta d'arc de mig punt fet amb maó. Les altres dos obertures tenen la llinda, els brancals i l'ampit de pedra i estan decorats amb motllures esculpides; una de les finestres té inscrita la data 1582.